# ルスラン・ピドホルニー
ルスラン・ピドホルニー（Ruslan Pidhorniy、1977年7月25日 - ）は、ウクライナ、ヴィーンヌィツャ出身の自転車競技（ロードレース）選手。
ロシア語に即すと、ルスラン・ピドゴルニー（Ruslan Pidgornyy）と表記される。

## 来歴
1998年
- トラック世界選手権
  -  団体追抜 優勝（+ オレクサンドル・シモネンコ、オレクサンドル・フェデンコ、セルヒー・マトヴィエイエフ）

2001年
- ジロ・デル・フリウーリ・ヴェネツィア・ジュリア 総合優勝

2003年
- ジロ・デル・フリウーリ・ヴェネツィア・ジュリア 総合優勝

2006年
- トロフェオ・マッテオッティ 優勝

2008年
- ウクライナ選手権
  - 個人ロードレース 優勝

2011年、ヴァカンソレイユ・DCMに移籍。